# اكابر
اکابر (بالفارسية: روستاى اكابر) ، قرية صغيرة، تـتبع بلدة كوشكنار (بالفارسية: بخش كوشكنار شهرستان گاوبندی (پارسيان)) التابعة لمدينة القابندية في محافظة هرمزگان في جنوب إيران. تقع القرية على بعد 3 كيلومترات غرب قرية فوارس ، من أسمائها القديمة (عجابر).

## حدود قرية اکابر
حدود قرية اکابر: من الشمال: جبل، ومن الجنوب بحر ، ومن الغرب قرية تمبوة الشرقيه، ومن الشرق تنتهي بقرية فوارس .

## السكان
يبلغ عدد سكان هذه القرية حسب تعداد السكان لعام 2006 للميلاد، (300) نسمه تشكل (25 عائلة) من أهل السنة والجماعة وعلى المذهب المالكي. سكان هذه القرية من الأصول العربية ويتكلمون اللغتي العربية والفارسية، لهم عدة مساجد، ومدرسة، وعيادة صحية صغيرة، وبركتان لحفظ مياه الأمطار، وميناء بحري صغير. يقوم السكان بالتجارة وصيد الأسماك والزراعة ، و تربية المواشي والأغنام.